# ITunes Store
Az iTunes Store (eredetileg iTunes Music Store) szoftveralapú digitális média-áruház, melyet az Apple Inc. üzemeltet. Az áruházat 2003. április 28-án nyitották meg, és 2008 áprilisa óta a legnagyobb zeneáruház az Amerikai Egyesült Államokban, illetve 2010 februárja óta a világon. 2012. szeptember 12-én kínálatában több, mint 37 millió dal, 700 000 alkalmazás, 190 000 televíziós epizód és 45 000 film volt megtalálható. Az iTunes Store bevétele a 2011-es év első negyedévében megközelítette 1,4 milliárd amerikai dollárt, 2013. február 6-ig az üzletben világszerte 25 milliárd zeneszámot vásároltak meg.
Ugyan kezdetben az áruházból letöltött legtöbb fájl használatát a FairPlay, az Apple digitális jogkezelési (DRM) implementációja korlátozta, azonban később a legtöbb országban iTunes Plus név alatt DRM-mentes zeneszámok árusításába kezdtek. 2009. január 6-án az Apple bejelentette, hogy a DRM-et a zenekatalógus 80%-ról eltávolította az Egyesült Államokban. A teljes iTunes Plus elérhetőséget 2009. április 7-én, a háromlépcsős árazási modell bevezetésével egyidőben érték el az Államokban; azonban a televíziós epizódok, számos könyv és film még továbbra is FairPlay-védettek voltak. 2013 júniusában az 575 millió aktív felhasználói fiókja volt, és több, mint 315 millió mobileszközt, így Apple Watchokat, iPodokat, iPhone-okat, Apple TV-ket és iPadeket szolgált ki.

## Eladási mérföldkövek

### Zene
- 100 millió eladott zeneszám: 2004. július 11.

(a haysi (Kansas) Kevin Britten vásárolta meg a 100 milliomodik zeneszámot, a 20 éves fiatalnak egy személyes telefonbeszélgetésben gratulált Steve Jobs.)
- 125 millió eladott zeneszám: 2004. szeptember 1.
- 150 millió eladott zeneszám: 2004. október 14.
- 200 millió eladott zeneszám: 2004. december 16.

(a belchertowni (Massachusetts) Ryan Alekman vásárolta meg a 200 milliomodik zeneszámot, ami a U2 The Complete U2 című digitális gyűjteményes kiadásának egyik dala volt.)
- 250 millió eladott zeneszám: 2005. január 24.
- 300 millió eladott zeneszám: 2005. március 2.
- 400 millió eladott zeneszám: 2005. május 10.

2005. július 5-én az Apple elkezdte a visszaszámlálást a félmilliárdodik eladott zeneszámig.
- 500 millió eladott zeneszám: 2005. július 18.

(a lafayette-i (Indiana) Amy Greer vásárolta meg az 500 milliomodik zeneszámot, Faith Hill Mississippi Girl című számát.)
- 850 millió eladott zeneszám: 2006. január 10.
- 1 milliárd eladott zeneszám: 2006. február 23.

(a West Bloomfield-i (Michigan) Alex Ostrovsky vásárolta meg az egymilliárdodik zeneszámot, a Coldplay Speed of Sound című dalát. A tizenhat éves fiút később felhívta Steve Jobs, hogy elújságolja neki, hogy nyert tíz iPododot, egy iMacet és egy 10 000 dolláros zeneutalványt, illetve egy ösztöndíjat a Juilliard Schoolba.)
- 1,5 milliárd eladott zeneszám: 2006. szeptember 12.
- 2 milliárd eladott zeneszám: 2007. január 10.
-  2,5 milliárd eladott zeneszám: 2007. április 9.
- 3 milliárd eladott zeneszám: 2007. július 31.
- 4 milliárd eladott zeneszám: 2008. január 15.
- 5 milliárd eladott zeneszám: 2008. június 19.
- 6 milliárd eladott zeneszám: 2009. január 6.
- 8 milliárd eladott zeneszám: 2009. július 21.
- 8,6 milliárd eladott zeneszám: 2009. szeptember 9.
- 10 milliárd eladott zeneszám: 2010. február 24.

(a woodstocki (Georgia) Louie Sulcer vásárolta meg a 10 milliárdodik zeneszámot, Johnny Cash Guess Things Happen That Way című dalát. 71 évesen ő lett az akkori legidősebb mérföldkőnyertes. Nyereménye egy telefonbeszélgetés volt Steve Jobsszal, illetve egy 10 000 dolláros iTunes-ajándékutalvány.)
- 15 milliárd eladott zeneszám: 2011. június 6.
- 20 milliárd eladott zeneszám: 2012. szeptember 12.
- 25 milliárd eladott zeneszám: 2013. február 6.
- 35 milliárd eladott zeneszám: 2014. május 28.

### Videó
- 1 millió eladott videó: 2005. október 31.
- 3+ millió eladott videó: 2005. december 6.
- 8 millió eladott videó: 2006. január 10.
- 15 millió eladott videó: 2006. február 23.
- 45 millió eladott videó: 2006. szeptember 12.
- 50 millió eladott televíziós epizód: 2007. január 10.
- 1,3 millió eladott egész estés film: 2007. január 10.
- 200 millió eladott televíziós epizód: 2008. október 16.
- 1+ millió nagyfelbontású (HD) eladott epizód: 2008. október 16.

### Alkalmazások
- 10 millió letöltött alkalmazás: 2008. július 14.
- 100 millió letöltött alkalmazás: 2008. szeptember 9.
- 200 millió letöltött alkalmazás: 2008. október 22.
- 300 millió letöltött alkalmazás: 2008. december 5.
- 500 millió letöltött alkalmazás: 2009. január 16.
- 800 millió letöltött alkalmazás: 2009. március 17.
- 1 milliárd letöltött alkalmazás: 2009. április 23.
- 1,5 milliárd letöltött alkalmazás: 2009. július 14.
- 1,8 milliárd letöltött alkalmazás: 2009. szeptember 9.
- 2 milliárd letöltött alkalmazás: 2009. szeptember 28.
- 3 milliárd letöltött alkalmazás: 2010. január 5.
- 7 milliárd letöltött alkalmazás: 2010. október 20.
- 10 milliárd letöltött alkalmazás: 2011. január 22.
- 15 milliárd letöltött alkalmazás: 2011. július 7.
- 25 milliárd letöltött alkalmazás: 2012. március 5.
- 30 milliárd letöltött alkalmazás: 2012. június 11.
- 35 milliárd letöltött alkalmazás: 2012. október 23.
- 40 milliárd letöltött alkalmazás: 2013. január 7.
- 50 milliárd letöltött alkalmazás: 2013. május 16.
- 60 milliárd letöltött alkalmazás: 2013. október 22.
- 75 milliárd letöltött alkalmazás: 2014. június 2.
- 100 milliárd letöltött alkalmazás: 2015. június 8.
- 250 milliárd letöltött alkalmazás: 2016. december 

### Piaci részesedés
- 2006. szeptember 12-én Steve Jobs az „It’s Showtime” előadáson bejelentette, hogy az Apple kezében van az Egyesült Államok legális zeneletöltési piaca.
- 2007. április 11-én az Apple bejelentette, hogy az iTunes Store-ban több, mint 2 millió filmet adtak el, ezzel pedig a világ legnépszerűbb internetes filmáruháza lett.
- 2008. február 26-án az iTunes Store a Best Buyt megelőzve a második legnagyobb zeneáruház lett az Egyesült Államokban a Walmart után. 2008. április 3-án a legnagyobb lett.
- 2012. október 10-én a jelentések szerint az iTunes Store-é volt az internetes zenepiac 64, illetve világszerte a zeneeladások 29 százaléka.

## Nemzetközivé válás
Kezdetben csak amerikai számlázási című bankkártyás Mac OS X felhasználók vásárolhattak zeneszámokat a szolgáltatáson keresztül, azonban Steve Jobs bejelentette, hogy a Windows és a nem amerikai felhasználók támogatását is tervbe vették. Az iTunes windowsos verzióját, illetve az iTunes Music Store Windows-platform támogatását 2003. október 16-án jelentették be, azonnali elérhetőséggel. A 2004-es évtől kezdve a szolgáltatás számos egyéb országban vált elérhetővé:

| Ország                         | Termékítpus          | Termékítpus       | Termékítpus       | Termékítpus      | Termékítpus          | Termékítpus       | Termékítpus       | Termékítpus        | Termékítpus       | Termékítpus       | Partnerprogram | Ár/dal                            |
| Ország                         | Zene                 | Videóklipek       | Podcastok         | TV-műsorok       | Filmek               | Alkalmazások      | Könyvek           | iTunes Match       | iTunes U          | iTunes Radio      | Partnerprogram | Ár/dal                            |
| ------------------------------ | -------------------- | ----------------- | ----------------- | ---------------- | -------------------- | ----------------- | ----------------- | ------------------ | ----------------- | ----------------- | -------------- | --------------------------------- |
| Egyesült Államok               | 2003. április 28.    | Igen              | Igen              | Igen             | Igen                 | Igen              | Igen              | Igen               | Igen              | Igen              | Igen           | 0.69 – 1.29 USD                   |
| Egyesült Királyság             | 2004. június 15.     | Igen              | Igen              | Igen             | 2008. június 4.      | Igen              | Igen              | 2011. december 15. | Igen              | Nem               | Igen           | 0.59 – 0.99 GBP (0.91 – 1.53 USD) |
| Franciaország                  | 2004. június 15.     | Igen              | Igen              | Igen             | 2009. április 30.    | Igen              | Igen              | 2011. december 15. | Igen              | Nem               | Igen           | 0.69 – 1.29 EUR (0.92 – 1.72 USD) |
| Németország                    | 2004. június 15.     | Igen              | Igen              | 2008. április 2. | 2009. április 16.    | Igen              | Igen              | 2011. december 15. | Igen              | Nem               | Igen           | 0.69 – 1.29 EUR (0.92 – 1.72 USD) |
| Ausztria                       | 2004. október 26.    | Igen              | Igen              | Nem              | Igen                 | Igen              | Igen              | 2012. április 30.  | Igen              | Nem               | Igen           | 0.69 – 1.29 EUR (0.92 – 1.72 USD) |
| Belgium                        | 2004. október 26.    | Igen              | Igen              | Nem              | Igen                 | Igen              | Igen              | 2011. december 15. | Igen              | Nem               | Igen           | 0.69 – 1.29 EUR (0.92 – 1.72 USD) |
| Finnország                     | 2004. október 26.    | Igen              | Igen              | Nem              | Igen                 | Igen              | Igen              | 2013. december 9.  | Igen              | Nem               | Igen           | 0.69 – 1.29 EUR (0.92 – 1.72 USD) |
| Görögország                    | 2004. október 26.    | Igen              | Igen              | Nem              | Igen                 | Igen              | Igen              | 2012. április 30.  | Igen              | Nem               | Igen           | 0.69 – 1.29 EUR (0.92 – 1.72 USD) |
| Olaszország                    | 2004. október 26.    | Igen              | Igen              | Nem              | Igen                 | Igen              | Igen              | 2012. április 30.  | Igen              | Nem               | Igen           | 0.69 – 1.29 EUR (0.92 – 1.72 USD) |
| Luxembourg                     | 2004. október 26.    | Igen              | Igen              | Nem              | Igen                 | Igen              | Igen              | 2011. december 15. | Igen              | Nem               | Igen           | 0.69 – 1.29 EUR (0.92 – 1.72 USD) |
| Hollandia                      | 2004. október 26.    | Igen              | Igen              | Nem              | 2011. szeptember 27. | Igen              | Igen              | 2012. január 16.   | Igen              | Nem               | Igen           | 0.69 – 1.29 EUR (0.92 – 1.72 USD) |
| Portugália                     | 2004. október 26.    | Igen              | Igen              | Nem              | Igen                 | Igen              | Igen              | 2012. április 30.  | Igen              | Nem               | Igen           | 0.69 – 1.29 EUR (0.92 – 1.72 USD) |
| Spanyolország                  | 2004. október 26.    | Igen              | Igen              | Nem              | Igen                 | Igen              | Igen              | 2011. december 15. | Igen              | Nem               | Igen           | 0.69 – 1.29 EUR (0.92 – 1.72 USD) |
| Canada                         | 2004. december 3.    | Igen              | Igen              | Igen             | 2008. június 4.      | Igen              | Igen              | 2011. december 15. | Igen              | Nem               | Igen           | 0.69 – 1.29 CAD (0.67 – 1.25 USD) |
| Írország                       | 2005. január 6.      | Igen              | Igen              | Nem              | 2009. április 30.    | Igen              | Igen              | 2011. december 15. | Igen              | Nem               | Igen           | 0.69 – 1.29 EUR (0.92 – 1.72 USD) |
| Svédország                     | 2005. május 10.      | Igen              | Igen              | Nem              | Igen                 | Igen              | Igen              | 2013. december 9.  | Igen              | Nem               | Igen           | 9 – 12 SEK (1.25 – 1.67 USD)      |
| Norvégia                       | 2005. május 10.      | Nem               | Igen              | Nem              | Igen                 | Igen              | Igen              | 2013. december 9.  | Igen              | Nem               | Igen           | 8 – 10 NOK (1.32 – 1.66 USD)      |
| Svájc                          | 2005. május 10.      | Igen              | Igen              | Nem              | Igen                 | Igen              | Igen              | 2011. december 15. | Igen              | Nem               | Igen           | 1.60 – 2.20 CHF (1.53 – 2.11 USD) |
| Dánia                          | 2005. május 10.      | Igen              | Igen              | Nem              | Igen                 | Igen              | Igen              | 2013. december 9.  | Igen              | Nem               | Igen           | 8 – 10 DKK (1.52 – 1.90 USD)      |
| Japán                          | 2005. augusztus 4.   | Igen              | Igen              | Nem              | Igen                 | Igen              | 2013. március 6.  | 2014. május 2.     | Igen              | Nem               | Igen           | 150 – 250 JPY (1.81 – 3.02 USD)   |
| Ausztrália                     | 2005. október 25.    | 2005. október 25. | Igen              | 2008. június 24. | 2008. augusztus 14.  | Igen              | Igen              | 2011. december 15. | Igen              | 2014. február 11. | Igen           | 1.19 – 2.19 AUD (1.28 – 2.35 USD) |
| Új-Zéland                      | 2005. december 6.    | Igen              | Igen              | Nem              | 2008. augusztus 14.  | Igen              | 2012. október 22. | 2011. december 15. | Igen              | Nem               | Igen           | 1.79 – 2.39 NZD (1.47 – 1.96 USD) |
| Mexikó                         | 2009. augusztus 4.   | Igen              | Igen              | Nem              | 2010. november 9.    | Igen              | 2012. október 22. | 2011. december 15. | Igen              | Nem               | Igen           | 9 – 15 MXN (0.71 – 1.19 USD)      |
| Bulgária                       | 2011. szeptember 29. | Igen              | Igen              | Nem              | Igen                 | Igen              | Igen              | 2012. április 30.  | Igen              | Nem               | Igen           | 0.69 – 1.29 EUR (0.92 – 1.72 USD) |
| Ciprus                         | 2011. szeptember 29. | Igen              | Igen              | Nem              | Igen                 | Igen              | Igen              | 2011. december 15. | Igen              | Nem               | Igen           | 0.69 – 1.29 EUR (0.92 – 1.72 USD) |
| Csehország                     | 2011. szeptember 29. | Igen              | Igen              | Nem              | Igen                 | Igen              | Igen              | 2011. december 15. | Igen              | Nem               | Igen           | 0.69 – 1.29 EUR (0.92 – 1.72 USD) |
| Észtország                     | 2011. szeptember 29. | Igen              | Igen              | Nem              | Igen                 | Igen              | Igen              | 2012. január 16.   | Igen              | Nem               | Igen           | 0.69 – 1.29 EUR (0.92 – 1.72 USD) |
| Magyarország                   | 2011. szeptember 29. | Igen              | Igen              | Nem              | Igen                 | Igen              | Igen              | 2012. július 19.   | Igen              | Nem               | Igen           | 0.69 – 1.29 EUR (0.92 – 1.72 USD) |
| Lettország                     | 2011. szeptember 29. | Igen              | Igen              | Nem              | Igen                 | Igen              | Igen              | 2012. január 16.   | Igen              | Nem               | Igen           | 0.69 – 1.29 EUR (0.92 – 1.72 USD) |
| Litvánia                       | 2011. szeptember 29. | Igen              | Igen              | Nem              | Igen                 | Igen              | Igen              | 2012. január 16.   | Igen              | Nem               | Igen           | 0.69 – 1.29 EUR (0.92 – 1.72 USD) |
| Málta                          | 2011. szeptember 29. | Igen              | Igen              | Nem              | Igen                 | Igen              | Igen              | 2011. december 15. | Igen              | Nem               | Igen           | 0.69 – 1.29 EUR (0.92 – 1.72 USD) |
| Lengyelország                  | 2011. szeptember 29. | Igen              | Igen              | Nem              | Igen                 | Igen              | Igen              | 2012. július 19.   | Igen              | Nem               | Igen           | 0.69 – 1.29 EUR (0.92 – 1.72 USD) |
| Románia                        | 2011. szeptember 29. | Igen              | Igen              | Nem              | Nem                  | Igen              | Igen              | Igen               | Igen              | Nem               | Igen           | 0.69 – 1.29 EUR (0.92 – 1.72 USD) |
| Szlovénia                      | 2011. szeptember 29. | Igen              | Igen              | Nem              | Igen                 | Igen              | Igen              | 2012. április 30.  | Igen              | Nem               | Igen           | 0.69 – 1.29 EUR (0.92 – 1.72 USD) |
| Szlovákia                      | 2011. szeptember 29. | Igen              | Igen              | Nem              | Igen                 | Igen              | Igen              | Igen               | Igen              | Nem               | Igen           | 0.69 – 1.29 EUR (0.92 – 1.72 USD) |
| Argentína                      | 2011. december 13.   | Igen              | Igen              | Nem              | 2011. december 13.   | Igen              | 2012. október 22. | 2012. január 16.   | Igen              | Nem               | Igen           | 0.69 – 1.29 USD                   |
| Brazília                       | 2011. december 13.   | Igen              | Igen              | Nem              | 2011. december 13.   | Igen              | 2012. október 22. | 2011. december 13. | Igen              | Nem               | Igen           | 0.69 – 1.29 USD                   |
| Bolívia                        | 2011. december 13.   | Igen              | Igen              | Nem              | 2011. december 13.   | Igen              | 2012. október 22. | 2012. január 16.   | Igen              | Nem               | Igen           | 0.69 – 1.29 USD                   |
| Chile                          | 2011. december 13.   | Igen              | Igen              | Nem              | 2011. december 13.   | Igen              | 2012. október 22. | 2012. január 16.   | Igen              | Nem               | Igen           | 0.69 – 1.29 USD                   |
| Kolumbia                       | 2011. december 13.   | Igen              | Igen              | Nem              | 2011. december 13.   | Igen              | 2012. október 22. | 2012. január 16.   | Igen              | Nem               | Igen           | 0.69 – 1.29 USD                   |
| Costa Rica                     | 2011. december 13.   | Igen              | Igen              | Nem              | 2011. december 13.   | Igen              | 2012. október 22. | 2012. január 16.   | Igen              | Nem               | Igen           | 0.69 – 1.29 USD                   |
| Dominikai Köztársaság          | 2011. december 13.   | Igen              | Igen              | Nem              | 2011. december 13.   | Igen              | 2012. október 22. | 2012. január 16.   | Igen              | Nem               | Igen           | 0.69 – 1.29 USD                   |
| Ecuador                        | 2011. december 13.   | Igen              | Igen              | Nem              | 2011. december 13.   | Igen              | 2012. október 22. | 2012. január 16.   | Igen              | Nem               | Igen           | 0.69 – 1.29 USD                   |
| El Salvador                    | 2011. december 13.   | Igen              | Igen              | Nem              | 2011. december 13.   | Igen              | 2012. október 22. | 2012. január 16.   | Igen              | Nem               | Igen           | 0.69 – 1.29 USD                   |
| Guatemala                      | 2011. december 13.   | Igen              | Igen              | Nem              | 2011. december 13.   | Igen              | 2012. október 22. | 2012. január 16.   | Igen              | Nem               | Igen           | 0.69 – 1.29 USD                   |
| Honduras                       | 2011. december 13.   | Igen              | Igen              | Nem              | 2011. december 13.   | Igen              | 2012. október 22. | 2012. január 16.   | Igen              | Nem               | Igen           | 0.69 – 1.29 USD                   |
| Nicaragua                      | 2011. december 13.   | Igen              | Igen              | Nem              | 2011. december 13.   | Igen              | 2012. október 22. | 2012. január 16.   | Igen              | Nem               | Igen           | 0.69 – 1.29 USD                   |
| Panama                         | 2011. december 13.   | Igen              | Igen              | Nem              | 2011. december 13.   | Igen              | 2012. október 22. | 2012. január 16.   | Igen              | Nem               | Igen           | 0.69 – 1.29 USD                   |
| Paraguay                       | 2011. december 13.   | Igen              | Igen              | Nem              | 2011. december 13.   | Igen              | 2012. október 22. | 2012. január 16.   | Igen              | Nem               | Igen           | 0.69 – 1.29 USD                   |
| Peru                           | 2011. december 13.   | Igen              | Igen              | Nem              | 2011. december 13.   | Igen              | 2012. október 22. | 2012. január 16.   | Igen              | Nem               | Igen           | 0.69 – 1.29 USD                   |
| Venezuela                      | 2011. december 13.   | Igen              | Igen              | Nem              | 2011. december 13.   | Igen              | 2012. október 22. | 2012. január 16.   | Igen              | Nem               | Igen           | 0.69 – 1.29 USD                   |
| Brunei                         | 2012. június 27.     | Igen              | Igen              | Nem              | 2012. június 27.     | Igen              | Ingyenes könyvek  | 2012. június 27.   | Igen              | Nem               | Igen           | 0.69 – 1.29 USD                   |
| Kambodzsa                      | 2012. június 27.     | Igen              | 2012. június 21.  | Nem              | 2012. június 27.     | 2012. június 21.  | Ingyenes könyvek  | 2012. június 27.   | 2012. június 21.  | Nem               | Igen           | 0.69 – 1.29 USD                   |
| Hongkong                       | 2012. június 27.     | Igen              | Igen              | Nem              | 2012. június 27.     | Igen              | Ingyenes könyvek  | 2012. június 27.   | Igen              | Nem               | Igen           | 5 – 8 HKD                         |
| Laosz                          | 2012. június 27.     | Igen              | 2012. június 21.  | Nem              | 2012. június 27.     | 2012. június 21.  | Ingyenes könyvek  | 2012. június 27.   | 2012. június 21.  | Nem               | Igen           | 0.69 – 1.29 USD                   |
| Makaó                          | 2012. június 27.     | Igen              | Igen              | Nem              | 2012. június 27.     | Igen              | Ingyenes könyvek  | 2012. június 27.   | Igen              | Nem               | Igen           | 0.69 – 1.29 USD                   |
| Malaysia                       | 2012. június 27.     | Igen              | Igen              | Nem              | 2012. június 27.     | Igen              | Ingyenes könyvek  | 2012. június 27.   | Igen              | Nem               | Igen           | 0.69 – 1.29 USD                   |
| Fülöó-szigetek                 | 2012. június 27.     | Igen              | Igen              | Nem              | 2012. június 27.     | Igen              | Ingyenes könyvek  | 2012. június 27.   | Igen              | Nem               | Igen           | 0.69 – 1.29 USD                   |
| Szingapúr                      | 2012. június 27.     | Igen              | Igen              | Nem              | 2012. június 27.     | Igen              | Ingyenes könyvek  | 2012. június 27.   | Igen              | Nem               | Igen           | 0.98 – 1.48 SGD                   |
| Srí Lanka                      | 2012. június 27.     | Igen              | Igen              | Nem              | 2012. június 27.     | Igen              | Ingyenes könyvek  | 2012. június 27.   | Igen              | Nem               | Igen           | 0.69 – 1.29 USD                   |
| Tajavan                        | 2012. június 27.     | Igen              | Igen              | Nem              | 2012. június 27.     | Igen              | Ingyenes könyvek  | 2012. június 27.   | Igen              | Nem               | Igen           | 15 – 30 TWD                       |
| Thaiföld                       | 2012. június 27.     | Igen              | Igen              | Nem              | 2012. június 27.     | Igen              | Ingyenes könyvek  | 2012. június 27.   | Igen              | Nem               | Igen           | 0.69 – 1.29 USD                   |
| Vietnam                        | 2012. június 27.     | Igen              | Igen              | Nem              | 2012. június 27.     | Igen              | Ingyenes könyvek  | 2012. június 27.   | Igen              | Nem               | Igen           | 0.69 – 1.29 USD                   |
| Anguilla                       | 2012. december 4.    | 2012. december 4. | Igen              | Nem              | 2012. december 12.   | Igen              | Ingyenes könyvek  | Igen               | Igen              | Nem               | Igen           | N/A                               |
| Antigua és Barbuda             | 2012. december 4.    | 2012. december 4. | Igen              | Nem              | 2012. december 12.   | Igen              | Ingyenes könyvek  | Igen               | Igen              | Nem               | Igen           | N/A                               |
| Örményország                   | 2012. december 4.    | 2012. december 4. | Igen              | Nem              | 2012. december 12.   | Igen              | Ingyenes könyvek  | Igen               | Igen              | Nem               | Igen           | N/A                               |
| Azerbajdzsán                   | 2012. december 4.    | 2012. december 4. | Igen              | Nem              | 2012. december 12.   | Igen              | Ingyenes könyvek  | Igen               | Igen              | Nem               | Igen           | N/A                               |
| Bahamák                        | 2012. december 4.    | 2012. december 4. | Igen              | Nem              | 2012. december 12.   | Igen              | Ingyenes könyvek  | Igen               | Igen              | Nem               | Igen           | N/A                               |
| Bahrein                        | 2012. december 4.    | 2012. december 4. | Igen              | Nem              | 2012. december 12.   | Igen              | Ingyenes könyvek  | Igen               | Igen              | Nem               | Igen           | N/A                               |
| Barbados                       | 2012. december 4.    | 2012. december 4. | Igen              | Nem              | Nem                  | Igen              | Ingyenes könyvek  | Igen               | Igen              | Nem               | Igen           | N/A                               |
| Fehérorszország                | 2012. december 4.    | 2012. december 4. | Igen              | Nem              | 2012. december 12.   | Igen              | Ingyenes könyvek  | Igen               | Igen              | Nem               | Igen           | 0.69 – 1.29 USD                   |
| Belize                         | 2012. december 4.    | 2012. december 4. | Igen              | Nem              | 2012. december 12.   | Igen              | Ingyenes könyvek  | Igen               | Igen              | Nem               | Igen           | N/A                               |
| Bermuda                        | 2012. december 4.    | 2012. december 4. | Igen              | Nem              | Nem                  | Igen              | Ingyenes könyvek  | Igen               | Igen              | Nem               | Igen           | N/A                               |
| Botswana                       | 2012. december 4.    | 2012. december 4. | Igen              | Nem              | 2012. december 12.   | Igen              | Ingyenes könyvek  | Igen               | Igen              | Nem               | Igen           | N/A                               |
| Burkina Faso                   | 2012. december 4.    | 2012. december 4. | Igen              | Nem              | Nem                  | Igen              | Ingyenes könyvek  | Igen               | Igen              | Nem               | Igen           | N/A                               |
| Brit Virgin-szigetek           | 2012. december 4.    | 2012. december 4. | Igen              | Nem              | 2012. december 12.   | Igen              | Ingyenes könyvek  | Igen               | Igen              | Nem               | Igen           | N/A                               |
| Zöld-foki Köztársaság          | 2012. december 4.    | 2012. december 4. | Igen              | Nem              | 2012. december 12.   | Igen              | Ingyenes könyvek  | Igen               | Igen              | Nem               | Igen           | N/A                               |
| Kajmán-szigetek                | 2012. december 4.    | 2012. december 4. | Igen              | Nem              | 2012. december 12.   | Igen              | Ingyenes könyvek  | Igen               | Igen              | Nem               | Igen           | N/A                               |
| Dominika                       | 2012. december 4.    | 2012. december 4. | Igen              | Nem              | 2012. december 12.   | Igen              | Ingyenes könyvek  | Igen               | Igen              | Nem               | Igen           | N/A                               |
| Egyiptom                       | 2012. december 4.    | 2012. december 4. | Igen              | Nem              | 2012. december 12.   | Igen              | Ingyenes könyvek  | Igen               | Igen              | Nem               | Igen           | N/A                               |
| Fidzsi                         | 2012. december 4.    | 2012. december 4. | Igen              | Nem              | 2012. december 12.   | Igen              | Ingyenes könyvek  | Igen               | Igen              | Nem               | Igen           | N/A                               |
| Gambia                         | 2012. december 4.    | 2012. december 4. | Igen              | Nem              | 2012. december 12.   | Igen              | Ingyenes könyvek  | Igen               | Igen              | Nem               | Igen           | N/A                               |
| Ghána                          | 2012. december 4.    | 2012. december 4. | Igen              | Nem              | 2012. december 12.   | Igen              | Ingyenes könyvek  | Igen               | Igen              | Nem               | Igen           | N/A                               |
| Grenada                        | 2012. december 4.    | 2012. december 4. | Igen              | Nem              | 2012. december 12.   | Igen              | Ingyenes könyvek  | Igen               | Igen              | Nem               | Igen           | N/A                               |
| Guinea-Bissau                  | 2012. december 4.    | 2012. december 4. | Igen              | Nem              | 2012. december 12.   | Igen              | Ingyenes könyvek  | Igen               | Igen              | Nem               | Igen           | N/A                               |
| India                          | 2012. december 4.    | 2012. december 4. | Igen              | Nem              | 2012. december 4.    | Igen              | Ingyenes könyvek  | Igen               | Igen              | Nem               | Igen           | 9–15 INR (0.18 – 0.30 USD)        |
| Indonesia                      | 2012. december 4.    | 2012. december 4. | Igen              | Nem              | 2012. december 4.    | Igen              | Ingyenes könyvek  | Igen               | Igen              | Nem               | Igen           | 5000 – 7000 IDR                   |
| Izrael                         | 2012. december 4.    | 2012. december 4. | Igen              | Nem              | 2012. december 12.   | Igen              | Ingyenes könyvek  | Igen               | Igen              | Nem               | Igen           | 1.90 – 3.90 NIS                   |
| Jordánia                       | 2012. december 4.    | 2012. december 4. | Igen              | Nem              | 2012. december 12.   | Igen              | Ingyenes könyvek  | Igen               | Igen              | Nem               | Igen           | N/A                               |
| Kazahsztán                     | 2012. december 4.    | 2012. december 4. | Igen              | Nem              | Nem                  | Igen              | Ingyenes könyvek  | Igen               | Igen              | Nem               | Igen           | N/A                               |
| Kenya                          | 2012. december 4.    | 2012. december 4. | Igen              | Nem              | Nem                  | Igen              | Ingyenes könyvek  | Igen               | Igen              | Nem               | Igen           | N/A                               |
| Kirgizisztán                   | 2012. december 4.    | 2012. december 4. | Igen              | Nem              | Nem                  | Igen              | Ingyenes könyvek  | Igen               | Igen              | Nem               | Igen           | N/A                               |
| Libanon                        | 2012. december 4.    | 2012. december 4. | Igen              | Nem              | 2012. december 12.   | Igen              | Ingyenes könyvek  | Igen               | Igen              | Nem               | Igen           | N/A                               |
| Mauritius                      | 2012. december 4.    | 2012. december 4. | Igen              | Nem              | 2012. december 12.   | Igen              | Ingyenes könyvek  | Igen               | Igen              | Nem               | Igen           | N/A                               |
| Mikronéziai Szövetségi Államok | 2012. december 4.    | 2012. december 4. | Igen              | Nem              | 2012. december 12.   | Igen              | Ingyenes könyvek  | Igen               | Igen              | Nem               | Igen           | N/A                               |
| Moldova                        | 2012. december 4.    | 2012. december 4. | Igen              | Nem              | 2012. december 12.   | Igen              | Ingyenes könyvek  | Igen               | Igen              | Nem               | Igen           | N/A                               |
| Mongólia                       | 2012. december 4.    | 2012. december 4. | Igen              | Nem              | 2012. december 12.   | Igen              | Ingyenes könyvek  | Igen               | Igen              | Nem               | Igen           | N/A                               |
| Mozambik                       | 2012. december 4.    | 2012. december 4. | Igen              | Nem              | 2012. december 12.   | Igen              | Ingyenes könyvek  | Igen               | Igen              | Nem               | Igen           | N/A                               |
| Namíbia                        | 2012. december 4.    | 2012. december 4. | Igen              | Nem              | 2012. december 12.   | Igen              | Ingyenes könyvek  | Igen               | Igen              | Nem               | Igen           | N/A                               |
| Nepál                          | 2012. december 4.    | 2012. december 4. | Igen              | Nem              | Nem                  | Igen              | Ingyenes könyvek  | Igen               | Igen              | Nem               | Igen           | N/A                               |
| Niger                          | 2012. december 4.    | 2012. december 4. | Igen              | Nem              | 2012. december 12.   | Igen              | Ingyenes könyvek  | Igen               | Igen              | Nem               | Igen           | N/A                               |
| Nigéria                        | 2012. december 4.    | 2012. december 4. | Igen              | Nem              | 2012. december 12.   | Igen              | Ingyenes könyvek  | Igen               | Igen              | Nem               | Igen           | N/A                               |
| Omán                           | 2012. december 4.    | 2012. december 4. | Igen              | Nem              | 2012. december 12.   | Igen              | Ingyenes könyvek  | Igen               | Igen              | Nem               | Igen           | N/A                               |
| Pápua Új-Guinea                | 2012. december 4.    | 2012. december 4. | Igen              | Nem              | Nem                  | Igen              | Ingyenes könyvek  | Igen               | Igen              | Nem               | Igen           | N/A                               |
| Katar                          | 2012. december 4.    | 2012. december 4. | Igen              | Nem              | 2012. december 12.   | Igen              | Ingyenes könyvek  | Igen               | Igen              | Nem               | Igen           | N/A                               |
| Oroszország                    | 2012. december 4.    | 2012. december 4. | 2008. április 21. | Nem              | 2012. december 4.    | 2008. április 21. | Ingyenes könyvek  | Igen               | 2008. április 21. | Nem               | Igen           | 15 – 19 RUB (0.49 – 0.62 USD)     |
| Saint Kitts és Nevis           | 2012. december 4.    | 2012. december 4. | Igen              | Nem              | 2012. december 12.   | Igen              | Ingyenes könyvek  | Igen               | Igen              | Nem               | Igen           | N/A                               |
| Szaúd-Arábia                   | 2012. december 4.    | 2012. december 4. | Igen              | Nem              | 2012. december 12.   | Igen              | Ingyenes könyvek  | Igen               | Igen              | Nem               | Igen           | N/A                               |
| Dél-Afrika                     | 2012. december 4.    | 2012. december 4. | Igen              | Nem              | 2012. december 12.   | Igen              | Ingyenes könyvek  | Igen               | Igen              | Nem               | Igen           | N/A                               |
| Szváziföld                     | 2012. december 4.    | 2012. december 4. | Igen              | Nem              | 2012. december 12.   | Igen              | Ingyenes könyvek  | Igen               | Igen              | Nem               | Igen           | N/A                               |
| Trinidad és Tobago             | 2012. december 4.    | 2012. december 4. | Igen              | Nem              | 2012. december 12.   | Igen              | Ingyenes könyvek  | Igen               | Igen              | Nem               | Igen           | N/A                               |
| Törökország                    | 2012. december 4.    | 2012. december 4. | Igen              | Nem              | 2012. december 4.    | Igen              | Ingyenes könyvek  | Igen               | Igen              | Nem               | Igen           | N/A                               |
| Tádzsikisztán                  | 2012. december 4.    | 2012. december 4. | Igen              | Nem              | 2012. december 12.   | Igen              | Ingyenes könyvek  | Igen               | Igen              | Nem               | Igen           | N/A                               |
| Türkmenisztán                  | 2012. december 4.    | 2012. december 4. | Igen              | Nem              | 2012. december 12.   | Igen              | Ingyenes könyvek  | Igen               | Igen              | Nem               | Igen           | N/A                               |
| Uganda                         | 2012. december 4.    | 2012. december 4. | Igen              | Nem              | 2012. december 12.   | Igen              | Ingyenes könyvek  | Igen               | Igen              | Nem               | Igen           | N/A                               |
| Ukrajna                        | 2012. december 4.    | 2012. december 4. | Igen              | Nem              | 2012. december 12.   | Igen              | Ingyenes könyvek  | Igen               | Igen              | Nem               | Igen           | N/A                               |
| Egyesült Arab Emírségek        | 2012. december 4.    | 2012. december 4. | Igen              | Nem              | 2012. december 12.   | Igen              | Ingyenes könyvek  | Igen               | Igen              | Nem               | Igen           | N/A                               |
| Üzbegisztán                    | 2012. december 4.    | 2012. december 4. | Igen              | Nem              | Nem                  | Igen              | Ingyenes könyvek  | Igen               | Igen              | Nem               | Igen           | N/A                               |
| Zimbabwe                       | 2012. december 4.    | 2012. december 4. | Igen              | Nem              | 2012. december 12.   | Igen              | Ingyenes könyvek  | Igen               | Igen              | Nem               | Igen           | N/A                               |
| Albánia                        | Nem                  | Nem               | 2012. június 21.  | Nem              | Nem                  | 2012. június 21.  | Ingyenes könyvek  | Nem                | 2012. június 21.  | Nem               | Igen           | N/A                               |
| Algéria                        | Nem                  | Nem               | Igen              | Nem              | Nem                  | Igen              | Ingyenes könyvek  | Nem                | Igen              | Nem               | Igen           | N/A                               |
| Angola                         | Nem                  | Nem               | Igen              | Nem              | Nem                  | Igen              | Ingyenes könyvek  | Nem                | Igen              | Nem               | Igen           | N/A                               |
| Benin                          | Nem                  | Nem               | 2012. június 21.  | Nem              | Nem                  | 2012. június 21.  | Ingyenes könyvek  | Nem                | 2012. június 21.  | Nem               | Igen           | N/A                               |
| Bhután                         | Nem                  | Nem               | 2012. június 21.  | Nem              | Nem                  | 2012. június 21.  | Ingyenes könyvek  | Nem                | 2012. június 21.  | Nem               | Igen           | N/A                               |
| Csád                           | Nem                  | Nem               | 2012. június 21.  | Nem              | Nem                  | 2012. június 21.  | Ingyenes könyvek  | Nem                | 2012. június 21.  | Nem               | Nem            | N/A                               |
| Kína                           | Nem                  | Nem               | Igen              | Nem              | Nem                  | Igen              | Ingyenes könyvek  | Nem                | Igen              | Nem               | Nem            | N/A                               |
| Kongói Köztársaság             | Nem                  | Nem               | 2012. június 21.  | Nem              | Nem                  | 2012. június 21.  | Ingyenes könyvek  | Nem                | 2012. június 21.  | Nem               | Nem            | N/A                               |
| Horvátország                   | Nem                  | Nem               | Igen              | Nem              | Nem                  | Igen              | Ingyenes könyvek  | Nem                | Igen              | Nem               | Igen           | N/A                               |
| Guyana                         | Nem                  | Nem               | Igen              | Nem              | Nem                  | Igen              | Ingyenes könyvek  | Nem                | Igen              | Nem               | Igen           | N/A                               |
| Izland                         | Nem                  | Nem               | Igen              | Nem              | Nem                  | Igen              | Ingyenes könyvek  | Nem                | Igen              | Nem               | Igen           | N/A                               |
| Jamaica                        | Nem                  | Nem               | Igen              | Nem              | Nem                  | Igen              | Ingyenes könyvek  | Nem                | Igen              | Nem               | Igen           | N/A                               |
| Dél-Korea                      | Nem                  | Nem               | Igen              | Nem              | Nem                  | 2008. június 10.  | Ingyenes könyvek  | Nem                | Igen              | Nem               | Igen           | N/A                               |
| Kuvait                         | Nem                  | Nem               | Igen              | Nem              | Nem                  | Igen              | Ingyenes könyvek  | Nem                | Igen              | Nem               | Igen           | N/A                               |
| Libéria                        | Nem                  | Nem               | 2012. június 21.  | Nem              | Nem                  | 2012. június 21.  | Ingyenes könyvek  | Nem                | 2012. június 21.  | Nem               | Nem            | N/A                               |
| Macedónia                      | Nem                  | Nem               | Igen              | Nem              | Nem                  | Igen              | Ingyenes könyvek  | Nem                | Igen              | Nem               | Igen           | N/A                               |
| Madagaszkár                    | Nem                  | Nem               | Igen              | Nem              | Nem                  | Igen              | Ingyenes könyvek  | Nem                | Igen              | Nem               | Nem            | N/A                               |
| Malawi                         | Nem                  | Nem               | 2012. június 21.  | Nem              | Nem                  | 2012. június 21.  | Ingyenes könyvek  | Nem                | 2012. június 21.  | Nem               | Igen           | N/A                               |
| Mali                           | Nem                  | Nem               | Igen              | Nem              | Nem                  | Igen              | Ingyenes könyvek  | Nem                | Igen              | Nem               | Nem            | N/A                               |
| Mauritánia                     | Nem                  | Nem               | 2012. június 21.  | Nem              | Nem                  | 2012. június 21.  | Ingyenes könyvek  | Nem                | 2012. június 21.  | Nem               | Nem            | N/A                               |
| Montserrat                     | Nem                  | Nem               | Igen              | Nem              | Nem                  | Igen              | Ingyenes könyvek  | Nem                | Igen              | Nem               | Igen           | N/A                               |
| Pakisztán                      | Nem                  | Nem               | Igen              | Nem              | Nem                  | Igen              | Ingyenes könyvek  | Nem                | Igen              | Nem               | Igen           | N/A                               |
| Palau                          | Nem                  | Nem               | 2012. június 21.  | Nem              | Nem                  | 2012. június 21.  | Ingyenes könyvek  | Nem                | 2012. június 21.  | Nem               | Igen           | N/A                               |
| Saint Lucia                    | Nem                  | Nem               | Igen              | Nem              | Nem                  | Igen              | Ingyenes könyvek  | Nem                | Igen              | Nem               | Igen           | N/A                               |
| Saint Vincent és a Grenadine   | Nem                  | Nem               | Igen              | Nem              | Nem                  | Igen              | Ingyenes könyvek  | Nem                | Igen              | Nem               | Igen           | N/A                               |
| São Tomé és Príncipe           | Nem                  | Nem               | 2012. június 21.  | Nem              | Nem                  | 2012. június 21.  | Ingyenes könyvek  | Nem                | 2012. június 21.  | Nem               | Igen           | N/A                               |
| Szenegá                        | Nem                  | Nem               | Igen              | Nem              | Nem                  | Igen              | Ingyenes könyvek  | Nem                | Igen              | Nem               | Nem            | N/A                               |
| Seychelle-szigetek             | Nem                  | Nem               | 2012. június 21.  | Nem              | Nem                  | 2012. június 21.  | Ingyenes könyvek  | Nem                | 2012. június 21.  | Nem               | Igen           | N/A                               |
| Sierra Leone                   | Nem                  | Nem               | 2012. június 21.  | Nem              | Nem                  | 2012. június 21.  | Ingyenes könyvek  | Nem                | 2012. június 21.  | Nem               | Igen           | N/A                               |
| Salamon-szigetek               | Nem                  | Nem               | 2012. június 21.  | Nem              | Nem                  | 2012. június 21.  | Ingyenes könyvek  | Nem                | 2012. június 21.  | Nem               | Igen           | N/A                               |
| Suriname                       | Nem                  | Nem               | Igen              | Nem              | Nem                  | Igen              | Ingyenes könyvek  | Nem                | Igen              | Nem               | Igen           | N/A                               |
| Tanzánia                       | Nem                  | Nem               | Igen              | Nem              | Nem                  | Igen              | Ingyenes könyvek  | Nem                | Igen              | Nem               | Igen           | N/A                               |
| Tunézia                        | Nem                  | Nem               | Igen              | Nem              | Nem                  | Igen              | Ingyenes könyvek  | Nem                | Igen              | Nem               | Igen           | N/A                               |
| Turks- és Caicos-szigetek      | Nem                  | Nem               | Igen              | Nem              | Nem                  | Igen              | Ingyenes könyvek  | Nem                | Igen              | Nem               | Igen           | N/A                               |
| Uruguay                        | Nem                  | Nem               | Igen              | Nem              | Nem                  | Igen              | Ingyenes könyvek  | Nem                | Igen              | Nem               | Igen           | N/A                               |
| Jemen                          | Igen                 | Nem               | Igen              | Nem              | Nem                  | Igen              | Ingyenes könyvek  | Nem                | Igen              | Nem               | Igen           | N/A                               |
| Ország                         | Zene                 | Videóklipek       | Podcastok         | TV-műsorok       | Filmek               | Alkalmazások      | Könyvek           | iTunes Match       | iTunes U          | iTunes Radio      | Partnerprogram | Ár/dal                            |
| Ország                         | Terméktípus          |                   |                   |                  |                      |                   |                   |                    |                   |                   | Partnerprogram | Ár/dal                            |

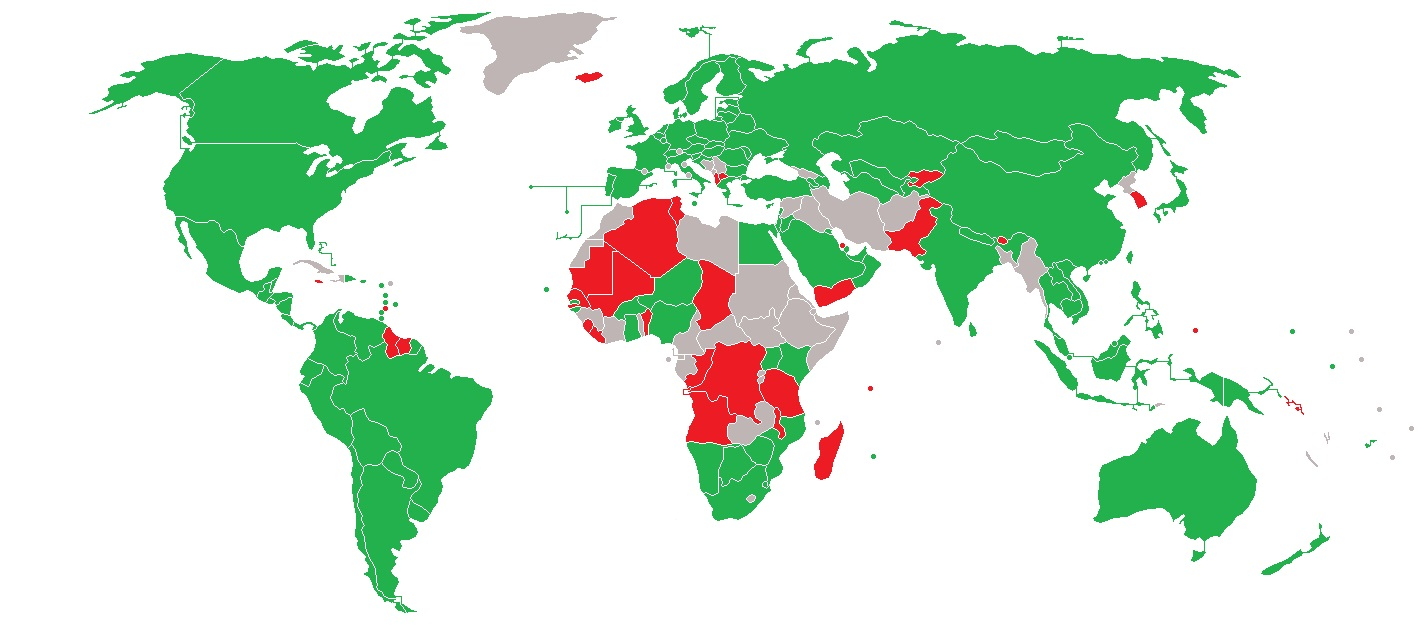
Az iTunes Store elérhetősége. Zöld: teljes funkcionalitásban (zene, alkalmazások, videók, stb.) Piros: elérhető, de korlátozásokkal (csak alkalmazások, iTunes U, stb.)

A vásárláshoz a felhasználónak telepítenie kell az iTunes digitális médialejátszót, hogy elérhesse az áruházat. A program csak bizonyos a Macintosh és a Windows operációs rendszerek bizonyos verzióihoz érhető el.
- Az Apple sajtóközleményei szerint az európai iTunes Music Store-ban összesítve 800 000 zeneszámot vásároltak bevezetésének hetében, ebből 450 000 dalt az Egyesült Királyságban.[80]
- Az olasz, a portugál, a holland és a görög áruházak honosítva lettek.
- 2004. december 3-án a brit Tisztességes Kereskedés Hivatala előterjesztette az Európai Bizottságnál, mivel megakadályozta, hogy az egyik európai tagállam felhasználói egy másik európai ország áruházából vásároljanak zenét, megsértve ezzel a közösségi szabadkereskedelmi jogszabályokat. Az előterjesztés közvetlen oka az volt, hogy míg az eurózónában 0,99 euróban került egy dal, addig az az Egyesült Királyságban 0,79 font sterlingbe került szemben a 0,68 font sterlingges árral.
- A japán iTunes Music Store-ban megnyitásának idején 1 millió dal volt elérhető.[64] A következő négy napban 1 millió zeneszámot vásároltak benne, aminek üteme gyorsabb volt, mint az amerikaiban.[81]
- A videolejátszásra képes iPodok megjelenésével vezették be az áruház ausztrál változatát videóklipekkel és Pixar rövidfilmekkel. Az iTunes-ajándékkártyákat is sokkal több, így a JB Hi-Fi, a David Jones és a Woolworths áruházláncok üzleteiben is elérhetővé váltak. Ekkor véletlenül Új-Zélandon is elérhetővé tették a szolgáltatást.[82] A Sony BMG kiadóval való sikertelen tárgyalások miatt kezdetben nem volt elérhető a vállalat előadóinak zenéje az áruházban, csak 2006. január 17-én kerültek fel.
- Az új-uélandi felhasználók egy rövid ideig vásárolhattak az ausztrál áruházból, amíg be nem foltozták ezt a kiskapuk.
- 2006. november 1-én elérhetővé váltak az áruházban különféle latin tartalmak, köztük televíziós sorozatok és zeneszámok.[83]
- A mexikói áruházban a spanyolt mexikói spanyolra váltották.[84]
- A 2009-es Macworld Conference & Expo rendezvényen az Apple nem adott ki új információkat a videóklipek, televízióműsorok és filmek jövőbeni lehetséges kibővítéséről az egyéb európai országokban. A brit, a német és a francia áruházak maradtak az egyetlen olyan európai áruházak, melyekben helyi vagy honosított televízióműsorok, filmek és videóklipek érhetőek el.

### Fizetési lehetőségek
A felhasználóknak iTunes-ajándékkártyával vagy Ausztráliában, Ausztriában, Belgiumban, Bruneiben, Bulgáriában, Brazíliában, Csehországban, Cipruson, Dániában, az Egyesült Államokban, az Egyesült Királyságban, Észtországban, Finnországban, Franciaországban, a Fülöp-szigeteken, Görögországban, Hollandiában, Hongkongban, Indiában, Írországban, Indonéziában, Japánban, Kambodzsában, Kanadában, Kolumbiában, Laoszban, Lengyelországban, Lettországban, Litvániában, Luxemburgban, Magyarországon, Makaón, Malajziában, Máltán, Mexikóban, Németországban, Norvégiában, Oroszországban, Portugáliában, Puerto Ricón, Romániában, Szingapúrban, Szlovákiában, Szlovéniában, Spanyolországban, Srí Lankán, Svájcon, Svédországban, Tajvanon, Thaiföldön, Törökországban vagy Vietnamban kiállított bankkártyával fizethetnek. Az Apple más fizetési módokat is kínál (így például a Paypalt), azonban ezek országonként elérőek. A nem támogatott országok lakosai vagy ajándékkártyákkal fizetnek vagy csak ingyenes podcastokat és előzeteseket tölthetnek le.